# معركة رأس سبارطيل (1936)
معركة رأس سبارطيل (بالإسبانية: Cabo Espartel)‏ هي معركة بحرية جرت خلال الحرب الأهلية الإسبانية التي كسرت الحصار الجمهوري لمضيق جبل طارق، وتأمين طريق الإمداد البحري من المغرب الإسباني للقوميين في البر الرئيسي في بداية الحرب الأهلية. حدثت المعركة في 29 سبتمبر 1936 بين طرادين وطنيين ومدمرتين جمهوريتين.

## البداية
بمجرد أن بدأت الحرب الأهلية، حتى شرع الجزء الأكبر من بحرية الجمهورية الإسبانية في سد مضيق جبل طارق لمنع وصول القوات المتمردة من المغرب الإسباني إلى شبه الجزيرة. ولكن تمكن المتمردون في فيرول وغاليسيا من الاستيلاء على القاعدة البحرية للمدينة في يوليو، وإن كانت بكلفة كبيرة: فقد قتل أكثر من 30 ضابطًا متمردًا من قبل مئات البحارة الموالين للجمهورية. ولكن تمكنوا من الاستيلاء على البارجة القديمة إسبانيا España (سابقًا Alfonso XIII)، والطرادات Almirante Cervera و Canarias و Baleares التي لم تكتمل بعد، والطراد نافارا تحت الصيانة، ومدمرة واحدة وعدد من زوارق وطوربيدات.
أثبتت عدم فعالية أسطول من خمس غواصات أرسلته الحكومة إلى بحر كانتابريا لإنهاء هيمنة أسطول المتمردين الصغير في ذلك البحر، فأرسلت في 21 سبتمبر الجزء الأكبر من أسطولها الجمهوري سفينة حربية خايمي الأول وطرادي ميغيل دي سرفانتس وليبرتاد وست مدمرات) بهدف أساسي هو وقف تقدم قوات التمرد على طول الساحل بعد الإستيلاء على إرون وسان سيباستيان في حملة غيبوثكوا. ووصف القرار وفقًا لمايكل ألبرت "بالأسوأ في كامل حرب أهلية"، متأثرا بالاعتقاد بأن طراد المتمردين كناريا لن يأخذ وقتًا حتى ينتهي به المطاف في حوض السفن في فيرول بسبب ضرر مزعوم عن قنبلة أسقطت عليه في 22 أغسطس (لم تكن القيادة الجمهورية تعرف أن القنبلة سقطت في الماء). كان هناك أيضًا سبب سياسي: لدعم سلطة الجمهورية في إقليم الباسك، حيث كانت حكومة إقليمية ذاتية على وشك التشكيل بمجرد الموافقة على النظام الأساسي للحكم الذاتي (الذي حدث في 1 أكتوبر). كما حسبت بثقة مفرطة في أن المدمرات الخمسة التي تركت في منطقة مضيق جبل طارق ستكون كافية للحفاظ على حصار المضيق. وأخيرًا تأثر قرار إرسال الأسطول الجمهوري إلى الشمال برفض بريطانيا العظمى -التي كان لديها أكبر أسطول حربي في البحر الأبيض المتوسط- طلب الحكومة الجمهورية بوقف حركة المرور المحايد المتوجه إلى أرض العدو، وبذا لايمكن للسفن الحربية الجمهورية منع السفن التجارية الألمانية والإيطالية من انزال المواد العسكرية في موانئ سبتة أو مليلية أو قادس أو الجزيرة الخضراء أو إشبيلية التي يسيطر عليها المتمردون.

## المعركة
وصل إلى المضيق فجر 29 سبتمبر 1936 طرادان للمتمردين. وفي الساعة 5:30 صباحًا لاحظت الطراد كناريا المدمرة الحكومية ألميرانتي فرنانديز في بحر البوران فأطلقت عليها نيران المدفعية مما تسبب في توقف السفينة وإحراقها دون أن تتمكن من إطلاق أي طلقات استجابة، وقد غرقت على بعد 18 ميلاً بحريًا جنوب قرية بونتا دكالابوراس مع طاقمها بالكامل المكون من 160 شخصًا.
من جانبها حددت الأميرانتي سيرفيرا مدمرة حكومية أخرى هي جرافينا، فأصابتها 300 طلقة من مدفعيتها الرئيسية، واضطرت إلى اللجوء إلى ميناء الدار البيضاء. بينما كانت الأميرانتي سيرفيرا تلاحق جرافينا أوقف الطراد كناريا إطلاق النار لالتقاط 31 من الناجين ومنحت إذنًا لسفينة تجارية فرنسية كان بالقرب لالتقاط 25 آخرين، بما في ذلك القائد الشاب لألميرانتي فرنانديز. لم يواجه المتمردون أي صعوبات مرة أخرى في عبور قواتهم من المغرب إلى شبه الجزيرة، ونالت أيضًا على مساعدة سرية من ألمانيا في عملية أورسولا [الإسبانية] والغواصات الإيطالية. ولم تحاول الفرق الحكومية حجب المضيق عن المتمردين مرة أخرى.
وعندما علم رئيس الأسطول الجمهوري اللفتنانت كوماندر ميغيل بويزا بسقوط ألميرانتي فرنانديز، احتج عند وزير البحرية والطيران إنداليسيو برييتو بسبب نقص المعلومات الجوية التي كانت السفن تطلبتها بإصرار ووعود دون النتيجة، وكان من الممكن تجنب التضحية العقيمة من الهبة البطولية للمدمرة.